# Partia Obywateli (Islandia)
Partia Obywateli (isl. Borgaraflokkurinn) – islandzka partia polityczna działająca w latach 1987-1994.
Partia powstała wskutek rozłamu w Partii Niepodległości. Albert Guðmundsson, były minister w pierwszym rządzie Steingrímura Hermannssona zmuszony do rezygnacji z powodu skandalu podatkowego, założył własne ugrupowanie pod nazwą Partia Obywateli. W wyborach w 1987 roku nowa partia odniosła znaczący sukces, wprowadzając do Alþingi siedmiu deputowanych i osłabiając Partię Niepodległości, która straciła pięć mandatów.
W roku 1989 Albert Guðmundsson zrezygnował z kierowania partią i został ambasadorem we Francji.
10 września 1989 partia przyłączyła się do koalicyjnego rządu Steingrímura Hermannssona, otrzymując ministerstwo sprawiedliwości oraz ministerstwo środowiska. Koalicja trwała do 30 kwietnia 1991.
W wyborach w 1991 roku nie udało jej się zdobyć ani jednego mandatu.